# 楊芷瑩
楊芷瑩（Gabrielle "Gabby" Yeung，1985年3月3日—），出生在美國紐約州紐約市，國際娛樂（EC Music）旗下香港組合VEGA前成员。

## 簡歷
楊芷瑩Gabby畢業於香港演藝學院聲樂系。2007年加入樂壇組合Vega, 於2008年推出同名專輯《The VEGA》，其中曾與不少歌手合作及擔任演唱會嘉賓，包括鄭秀文、古巨基、陳曉東等。2009年樂壇組合解散。
2010年與梁雨恩、黃文傑組成了敬拜組合Hotworshipper 並開始創作音樂。組合於2012及2013年發了兩張專輯《I need you》及《Grace in darkness夜行》 並獲邀在中國、香港、澳門及世界不同的城市和國家，包括英國、法國、德國、意大利、西班牙、荷蘭、雅典，舉辦多場音樂佈道會、培靈會、敬拜音樂會和敬拜工作坊。
楊芷瑩Gabby現為玻璃海樂團團長及全職聲樂老師，致力協助教會建立敬拜團及培訓敬拜者。同時參與唱片幕後製作，擔任歌唱指導及歌曲監製，其中包括《CASH暑期音樂習作2012》、夢想飛《路。回》專輯、《玻璃海》敬拜專輯。

## 個人生活
楊芷瑩已婚，配偶為玻璃海樂團負責人方文聰傳道。